# Edwin Bhend
Edwin Bhend (ur. 9 września 1931 w Zurychu, zm. 20 czerwca 2025) – szwajcarski szachista, mistrz międzynarodowy od 1960 roku.

## Kariera szachowa
W latach 50., 60. i 70. XX wieku należał do ścisłej czołówki szwajcarskich szachistów. Pomiędzy 1952 a 1982 r. dziesięciokrotnie (w tym raz na I szachownicy) reprezentował narodowe barwy na szachowych olimpiadach, największy sukces odnosząc w 1954 r. w Amsterdamie, gdzie zdobył srebrny medal za indywidualny wynik na IV szachownicy. W 1973 r. wystąpił na drużynowych mistrzostwach Europy, był również (w latach 1955–1972) jedenastokrotnym uczestnikiem drużynowych turniejów o Puchar Clare Benedict, zdobywając trzy medale: dwa złote (1958, 1959) oraz srebrny (1955).
Wielokrotnie startował w finałach indywidualnych mistrzostw Szwajcarii, największy sukces odnosząc w 1966 r. w Lugano, gdzie zdobył złoty medal. Dwukrotnie startował w turniejach strefowych (eliminacjach mistrzostw świata): Monachium 1954 (XI miejsce) oraz Kecskemet 1964 (XIII miejsce). Do innych jego sukcesów w turniejach międzynarodowych należą m.in.: dz. IV-V m. w Wenecji (1953), dz. I-II m. w Zagrzebiu (1955), I m. w Biel (1968, turniej otwarty), dz. II-III m. w Montreux (1977), VII m. w Biel (1994, mistrzostwa świata seniorów – zawodników powyżej 60. roku życia) oraz II m. w Pizolu (1997, za Iwo Donewem). W 2009 r. zdobył w Grächen tytuł mistrza Szwajcarii seniorów, natomiast w 2010 r. zajął w tej samej kategorii wiekowej II miejsce (za Janisem Klovansem) w turnieju Liechtensteiner Senior-OPEN w Triesen.
Według retrospektywnego systemu rankingowego Chessmetrics, najwyżej sklasyfikowany był w lipcu 1960 r., zajmował wówczas 104. miejsce na świecie. najwyższe notowanie na liście rankingowej FIDE odnotował 1 lipca 1982 r., z wynikiem 2380 punktów zajmował wówczas 7. miejsce wśród szwajcarskich szachistów.